# Armadillidium pelagicum
Armadillidium pelagicum is een pissebed uit de familie Armadillidiidae. De wetenschappelijke naam van de soort is voor het eerst geldig gepubliceerd in 1957 door Arcangeli.